# Leonor de Queralt Perellós
Leonor de Queralt Perellós (?-1432) fue una noble española, conocida por sus múltiples señoríos y su influencia en la política y la sociedad de su tiempo. Fue señora de Rocafort de Queralt (1414-1432) y de varios territorios en el Rosellón y el Conflent, además de ser condesa consorte de Gociano en Cerdeña.

## Biografía
Fue hija de Leonor de Perellós, señora de Mosset, Prats y Corsavy y de Dalmau de Queralt Rocabertí, señor de Santa Coloma de Queralt, Utxafava, Bellver y Mont-roig. Sus hermanos fueron Jorge e Isabel de Queralt Perellós.
Heredó el señorío de Rocafort de Queralt tras la muerte de su hermano Jorge en 1414. Se casó con Bernardo de Centelles Cabrera, alias Ramón de Riusech, y se convirtió en la señora de Mosset y Conat en Conflent, Prats y Cortsaví en el Rosellón, así como en la VIII señora consorte de Nules y IX de Oliva y Rebollet en el Reino de Valencia. Estos señoríos incluían también Monteagudo, Anglona, Osilo y Mesolongo en Cerdeña, territorios conocidos colectivamente como los "Estados sardos de Oliva". Fue condesa consorte de Gociano en Cerdeña entre 1420 y 1421. El matrimonio tuvo al menos tres hijos: Francisco Gilaberto, futuro IX señor de Nules y I conde de Oliva; Violante y Catalina de Centelles.
En su faceta señorial, protagonizó un pleito contra Guillermo de Vilardell, sobre ciertas posesiones en Mosset y Pracolls de Conflent, litigio que se extendió desde 1404 hasta 1427. El litigio concluyó en 1404 a favor de Leonor de Queralt, con la entrega del castillo de Mosset y el feudo de Paracolls otorgado Martín I de Aragón. En 1427, Alfonso V de Aragón confirmó la sentencia dada por sus predecesores en el pleito sobre estas posesiones. Estos conflictos legales reflejan la complejidad de la gestión de sus amplios dominios y su capacidad para defender sus derechos y propiedades.
Dictó su testamento en Oliva en 1432, lo que indica que murió poco después de esa fecha. Su vida y legado continuaron a través de sus hijos y las tierras que administró, dejando una marca significativa en la historia nobiliaria de la región.

### Títulos nobiliarios
- Señora de Rocafort de Queralt (1414-1432)
- Señora de Mosset, Conat, Prats y Cortsaví en el Rosellón
- VIII Señora consorte de Nules
- IX Señora consorte de Oliva y Rebollet en el Reino de Valencia
- Señora consorte de Monteagudo, Anglona, Osilo y Mesolongo (1420-1433)
- Condesa consorte de Gociano en Cerdeña (1420-1421)

## Legado
Leonor de Queralt Perellós aparece como personaje en la novela histórica El pendón de Santa Eulalia o los fueros de Cataluña de 1858 de Manuel Angelón.